# Singoli al numero uno nella Billboard Streaming Songs nel 2020
Di seguito è proposta la lista dei singoli al numero uno nella Billboard Streaming Songs nel 2020.
La classifica delle Streaming Songs è redatta settimanalmente da Billboard e indica le canzoni più ascoltate nelle radio online, in on-demand e video sui più importanti servizi di streaming musicale statunitensi. I dati sono raccolti dalla Nielsen Broadcast Data Systems.

## Streaming Songs
| † | Indica la canzone con le migliori prestazioni del 2020 |

| Data         | Brano                           | Artista                              | Streaming (in milioni) | Totale settimane al numero uno | Fonti  |
| ------------ | ------------------------------- | ------------------------------------ | ---------------------- | ------------------------------ | ------ |
| 4 gennaio    | All I Want for Christmas Is You | Mariah Carey                         | 72,2                   | 22                             | [ 5 ]  |
| 11 gennaio   | The Box †                       | Roddy Ricch                          | 42,6                   | 13                             | [ 6 ]  |
| 18 gennaio   | The Box †                       | Roddy Ricch                          | 68,2                   | 13                             | [ 7 ]  |
| 25 gennaio   | The Box †                       | Roddy Ricch                          | 77,2                   | 13                             | [ 8 ]  |
| 1º febbraio  | The Box †                       | Roddy Ricch                          | 75                     | 13                             | [ 9 ]  |
| 8 febbraio   | The Box †                       | Roddy Ricch                          | 67                     | 13                             | [ 10 ] |
| 15 febbraio  | The Box †                       | Roddy Ricch                          | 63,2                   | 13                             | [ 11 ] |
| 22 febbraio  | The Box †                       | Roddy Ricch                          | 59,2                   | 13                             | [ 12 ] |
| 29 febbraio  | The Box †                       | Roddy Ricch                          | 52,2                   | 13                             | [ 13 ] |
| 7 marzo      | The Box †                       | Roddy Ricch                          | 48,2                   | 13                             | [ 14 ] |
| 14 marzo     | The Box †                       | Roddy Ricch                          | 49,1                   | 13                             | [ 15 ] |
| 21 marzo     | The Box †                       | Roddy Ricch                          | 45,1                   | 13                             | [ 16 ] |
| 28 marzo     | The Box †                       | Roddy Ricch                          | 41,4                   | 13                             | [ 17 ] |
| 4 aprile     | Blinding Lights                 | The Weeknd                           | 32,1                   | 1                              | [ 18 ] |
| 11 aprile    | The Box †                       | Roddy Ricch                          | 33,7                   | 13                             | [ 19 ] |
| 18 aprile    | Toosie Slide                    | Drake                                | 55,5                   | 3                              | [ 20 ] |
| 25 aprile    | Toosie Slide                    | Drake                                | 37,2                   | 3                              | [ 21 ] |
| 2 maggio     | Toosie Slide                    | Drake                                | 31,5                   | 3                              | [ 22 ] |
| 9 maggio     | The Scotts                      | The Scotts (Travis Scott e Kid Cudi) | 42,2                   | 1                              | [ 23 ] |
| 16 maggio    | Savage                          | Megan Thee Stallion feat. Beyoncé    | 42,1                   | 1                              | [ 24 ] |
| 23 maggio    | Gooba                           | 6ix9ine                              | 55,3                   | 1                              | [ 25 ] |
| 30 maggio    | Rockstar                        | DaBaby feat. Roddy Ricch             | 34,3                   | 10                             | [ 26 ] |
| 6 giugno     | Rockstar                        | DaBaby feat. Roddy Ricch             | 35,5                   | 10                             | [ 27 ] |
| 13 giugno    | Rockstar                        | DaBaby feat. Roddy Ricch             | 34,8                   | 10                             | [ 28 ] |
| 20 giugno    | Rockstar                        | DaBaby feat. Roddy Ricch             | 35,7                   | 10                             | [ 29 ] |
| 27 giugno    | Rockstar                        | DaBaby feat. Roddy Ricch             | 39,8                   | 10                             | [ 30 ] |
| 4 luglio     | Rockstar                        | DaBaby feat. Roddy Ricch             | 37,9                   | 10                             | [ 31 ] |
| 11 luglio    | Rockstar                        | DaBaby feat. Roddy Ricch             | 43,7                   | 10                             | [ 32 ] |
| 18 luglio    | Rockstar                        | DaBaby feat. Roddy Ricch             | 42,4                   | 10                             | [ 33 ] |
| 25 luglio    | Come & Go                       | Juice Wrld & Marshmello              | 36,4                   | 1                              | [ 34 ] |
| 1º agosto    | Rockstar                        | DaBaby feat. Roddy Ricch             | 36,2                   | 10                             | [ 35 ] |
| 8 agosto     | Cardigan                        | Taylor Swift                         | 34                     | 1                              | [ 36 ] |
| 15 agosto    | Rockstar                        | DaBaby feat. Roddy Ricch             | 30,2                   | 10                             | [ 37 ] |
| 22 agosto    | WAP                             | Cardi B feat. Megan Thee Stallion    | 93                     | 10                             | [ 38 ] |
| 29 agosto    | Laugh Now Cry Later             | Drake feat. Lil Durk                 | 69,8                   | 1                              | [ 39 ] |
| 5 settembre  | WAP                             | Cardi B feat. Megan Thee Stallion    | 65                     | 10                             | [ 40 ] |
| 12 settembre | WAP                             | Cardi B feat. Megan Thee Stallion    | 58,5                   | 10                             | [ 41 ] |
| 19 settembre | WAP                             | Cardi B feat. Megan Thee Stallion    | 48,2                   | 10                             | [ 42 ] |
| 26 settembre | WAP                             | Cardi B feat. Megan Thee Stallion    | 41,5                   | 10                             | [ 43 ] |
| 3 ottobre    | WAP                             | Cardi B feat. Megan Thee Stallion    | 35,8                   | 10                             | [ 44 ] |
| 10 ottobre   | WAP                             | Cardi B feat. Megan Thee Stallion    | 31,6                   | 10                             | [ 45 ] |
| 17 ottobre   | WAP                             | Cardi B feat. Megan Thee Stallion    | 28,3                   | 10                             | [ 46 ] |
| 24 ottobre   | WAP                             | Cardi B feat. Megan Thee Stallion    | 25,9                   | 10                             | [ 47 ] |
| 31 ottobre   | WAP                             | Cardi B feat. Megan Thee Stallion    | 23,7                   | 10                             | [ 48 ] |
| 7 novembre   | Positions                       | Ariana Grande                        | 35,3                   | 2                              | [ 49 ] |
| 14 novembre  | Positions                       | Ariana Grande                        | 25,6                   | 2                              | [ 50 ] |
| 21 novembre  | Mood                            | 24kGoldn feat. Iann Dior             | 25,3                   | 2                              | [ 51 ] |
| 28 novembre  | Therefore I Am                  | Billie Eilish                        | 24,2                   | 1                              | [ 52 ] |
| 5 dicembre   | Body                            | Megan Thee Stallion                  | 22,5                   | 1                              | [ 53 ] |
| 12 dicembre  | All I Want for Christmas Is You | Mariah Carey                         | 26,4                   | 22                             | [ 54 ] |
| 19 dicembre  | All I Want for Christmas Is You | Mariah Carey                         | 36,4                   | 22                             | [ 55 ] |
| 26 dicembre  | All I Want for Christmas Is You | Mariah Carey                         | 40,5                   | 22                             | [ 56 ] |

Note:
1. 1 2  Ha raggiunto il numero uno anche nel 2019, nel 2021, nel 2022, nel 2024 e nel 2025.
2. ↑  Ha raggiunto il numero uno anche nel 2021.